# How I Met Your Father
How I Met Your Father är en amerikansk sitcomserie skapad av Isaac Aptaker och Elizabeth Berger som hade premiär på streamingtjänsten Hulu den 18 januari 2022. Serien är en spinoff på TV-serien How I Met Your Mother som sändes mellan åren 2005 och 2014.
Bland de större rollerna syns Hilary Duff i rollen som seriens huvudperson Sophie, som under seriens gång berättar för sin son om hur hon träffade hans pappa, ungefär som när Ted (Josh Radnor) berättade för sina barn om hur han träffade deras mamma i How I Met Your Mother. De övriga huvudrollerna spelas av Chris Lowell, Francia Raisa, Tom Ainsley, Tien Tran och Suraj Sharma.

## Rollista
- Hilary Duff – Sophie
  - Kim Cattrall – Framtida Sophie
- Chris Lowell – Jesse
- Francia Raisa – Valentina
- Tom Ainsley – Charlie
- Tien Tran – Ellen
- Suraj Sharma – Sid

### Mindre roller
- Daniel Augustin – Ian
- Josh Peck – Drew
- Ashley Reyes – Hannah